# Дача Михаила Зощенко
Дача Зощенко — дача в Сестрорецке, в которой с 1946 по 1958 год жил выдающийся русский писатель Михаил Михайлович Зощенко. Является памятником истории регионального значения на основании решения Исполкома Ленгорсовета № 963 от 05.12.1988. Расположена на Полевой улице, дом № 14-а.

## История
Этот дом Зощенко купил на имя жены в 1939 году. Сюда его семья приезжала на отдых в летние месяцы. Здесь Зощенко много писал. Смерть застала его в доме на Полевой в 1958 году в возрасте 62 лет.
После смерти писателя в его комнатах до 1970 года сохранялась та же обстановка, личные вещи, его произведения. Сюда приходили экскурсанты из домов отдыха, санаториев, приезжали ленинградцы. И. Рудницкая, методист Ленинградского бюро путешествий и экскурсий, предложила устроить здесь мемориальный музей, Б. Максимов, ответственный секретарь общества охраны памятников района, направил соответствующее письмо в Ленинградское городское общество охраны памятников.
В начале 1990-х дача горела, была руинирована и в дальнейшем продана. В 2008 году на её месте построены строения, лишь отдалённо напоминающие дачу писателя. Макет дачи, выполненный Сергеем Самусенко, установлен в фойе Центральной библиотеки Курортного района имени М. М. Зощенко, находящейся в Сестрорецке.
Библиотека собирает экспонаты о жизни и творчестве писателя. Перед библиотекой у памятника Зощенко ежегодно в дни рождения и памяти проходят Зощенковские чтения. Народный интерес к творчеству и жизни писателя не ослабевает с годами. Работают как постоянные музеи и выставки, так и передвижная, мобильная, выполненная в виде чемоданов. В них — личные вещи писателя и документы. Фотографии жены писателя Веры Зощенко, карандашный портрет музы писателя Лидии Чаловой. Письма.
Памятник писателю перед зданием библиотеки (улица Токарева, дом № 7) открыт 14 сентября 2003 года. Скульптор В. Ф. Онешко, архитектор Н. Н. Соколов.

## Галерея
- Макет дачи писателя
- ордена Зощенко
- История его семьи
- Второй лист истории
- Зощенковские чтения
- Памятник у библиотеки